# Ptilonorhynchidae
Os ptilonorrinquídeos (Ptilonorhynchidae), também chamados de pássaros-das-pérgulas ou pássaros-jardineiro, compõem uma família de aves passeriformes pertencentes à subordem Passeri. SãoEsão conhecidos pelo seu comportamento de cortejo únina qual que os machos constroem uma estrutura e a decoram com ramos e objectos de cores vivas na tentativa de atrair uma parceira.
A família possui 20 espécies distribuidas oito géneros. São passeriformes de médio a grande porte, variando entre o Prionodura newtoniana, com 22 cm e 70 g, e o Chlamydera nuchalis, com 40 centímetros e 230 gramas. A sua dieta consiste principalmente em frutas, mas também pode incluir insectos (no caso especial das crias), néctar e diversos tipos de vegetação nalgumas espécies.
A família tem uma distribuição austro-papua, com dez espécies endémicas da Nova Guiné, oito endémicas da Austrália e duas encontradas em ambas. Embora a sua distribuição esteja centrada nas regiões tropicais da Nova Guiné e norte da Austrália, algumas espécies estão espalhadas pelo centro, oeste e sudeste da Austrália. A família ocupa uma variedade de habitats diferentes, incluindo floresta tropical, floresta de eucalipto e acácia, e matagais.

## Taxonomia e sistemática

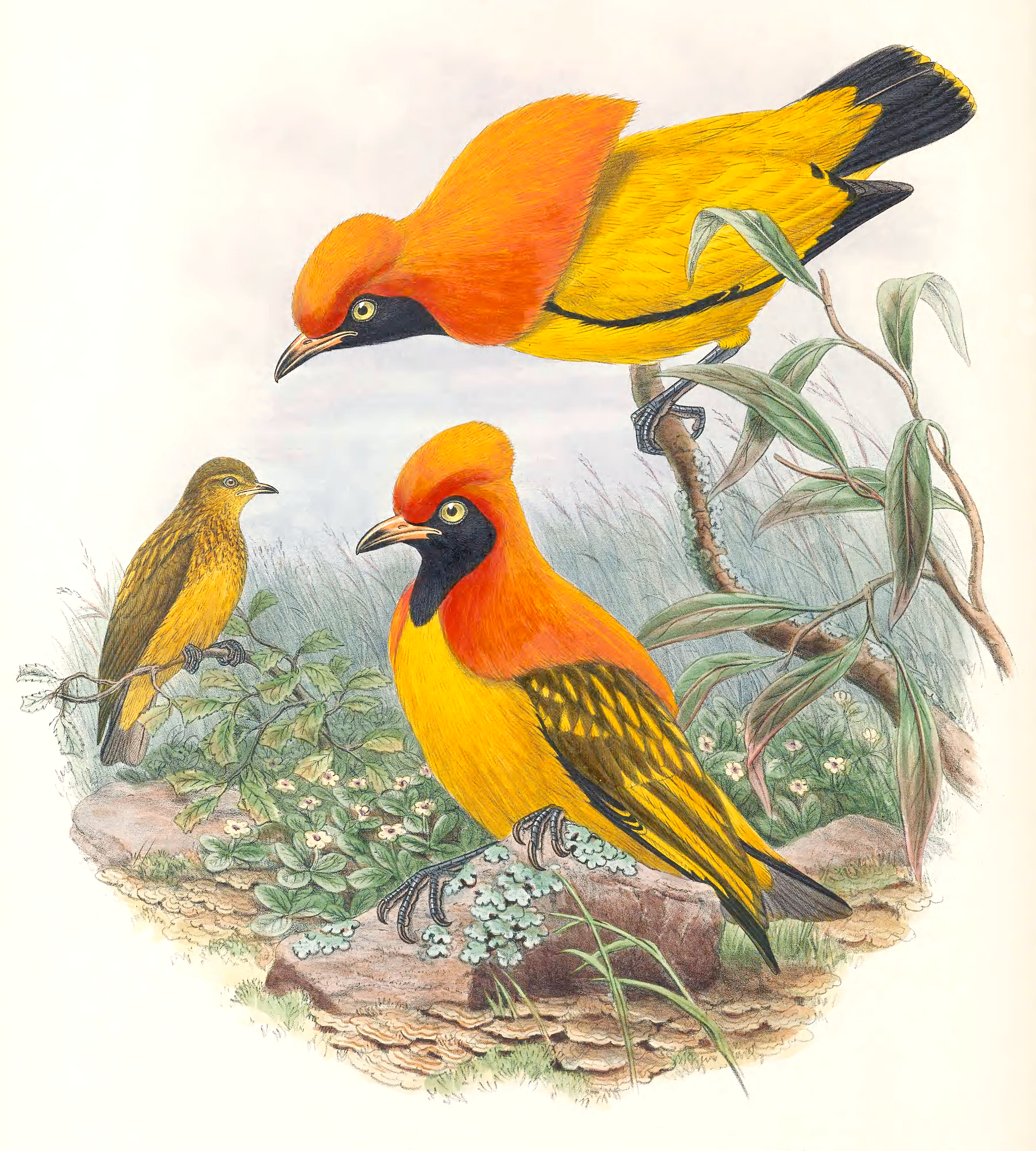
Dois machos se exibindo para uma fêmea do pássaro-jardineiro da espécie Sericulus aureus, ilustrado por John Gould (1804–1881)

Embora os pássaros-jardineiro tenham sido tradicionalmente considerados parentes próximos das aves-do-paraíso, a genética recente sugere que, embora ambas as famílias façam parte da grande radiação que ocorreu na Austrália-Nova Guiné, os pássaros-jardineiro estão mais distantes das aves-do-paraíso do que se pensava. Estudos de hibridização de DNA-DNA situam-nos perto dos pássaros-lira; no entanto, a evidência anatómica parece contradizer esse posicionamento, e a verdadeira relação permanece obscura.
- Commons
- Wikispecies

Gênero Ailuroedus
- Ailuroedus stonii
- Ailuroedus buccoides
- Ailuroedus geislerorum
- Ailuroedus crassirostris
- Ailuroedus maculosus
- Ailuroedus astigmaticus
- Ailuroedus melanocephalus
- Ailuroedus jobiensis
- Ailuroedus arfakianus
- Ailuroedus melanotis

Gênero Scenopooetes
- Scenopoeetes dentirostris

Gênero Archboldia
- Archboldia papuensis
- Archboldia sanfordi (A validade desta espécie é contestada; atualmente considerada co-específica com Archboldia papuensis na maioria das referências.)

Gênero Amblyornis
- Amblyornis inornata
- Amblyornis macgregoriae
- Amblyornis subalaris
- Amblyornis flavifrons

Gênero Prionodura
- Prionodura newtoniana

Gênero Sericulus
- Sericulus ardens
- Sericulus aureus
- Sericulus bakeri
- Sericulus chrysocephalus

Gênero Ptilonorhynchus
- Ptilonorhynchus violaceus

Gênero Chlamydera
- Chlamydera guttata
- Chlamydera maculata
- Chlamydera nuchalis
- Chlamydera lauterbachi
- Chlamydera cerviniventris

## Comportamento e ecologia
Os Ailuroedus são monogâmicos. Os machos criam os filhotes com as suas parceiras, mas todos os outros pássaros-jardineiro são polígamos, com a fémea construindo o ninho e criando os filhotes sozinha. Estas últimas espécies são geralmente dimórficas, sendo as fémeas de cor monótona. Pássaros-jardineiro fémeas constroem um ninho agregando materiais macios, como folhas, samambaias e gavinhas de videira em cima de uma base solta de ramagens.
Todos os pássaros-jardineiro da Papuásia botam um ovo, enquanto as espécies australianas botam um a três com intervalos de posturas de dois dias. Os seus ovos pesam cerca de duas vezes mais do que os da maioria dos passeriformes de tamanho semelhante. Os ovos do pássaro-cetim, por exemplo, pesam cerca de 19 g, contra os 10 g calculados para um passeriforme que pese 150 g. Os ovos eclodem após 19 a 24 dias, dependendo da espécie, e são de uma cor creme simples para o  Ailuroedus e o Scenopoeetes dentirostris, mas em outras espécies possuem linhas onduladas acastanhadas semelhantes às dos ovos do Pomatostomidae.

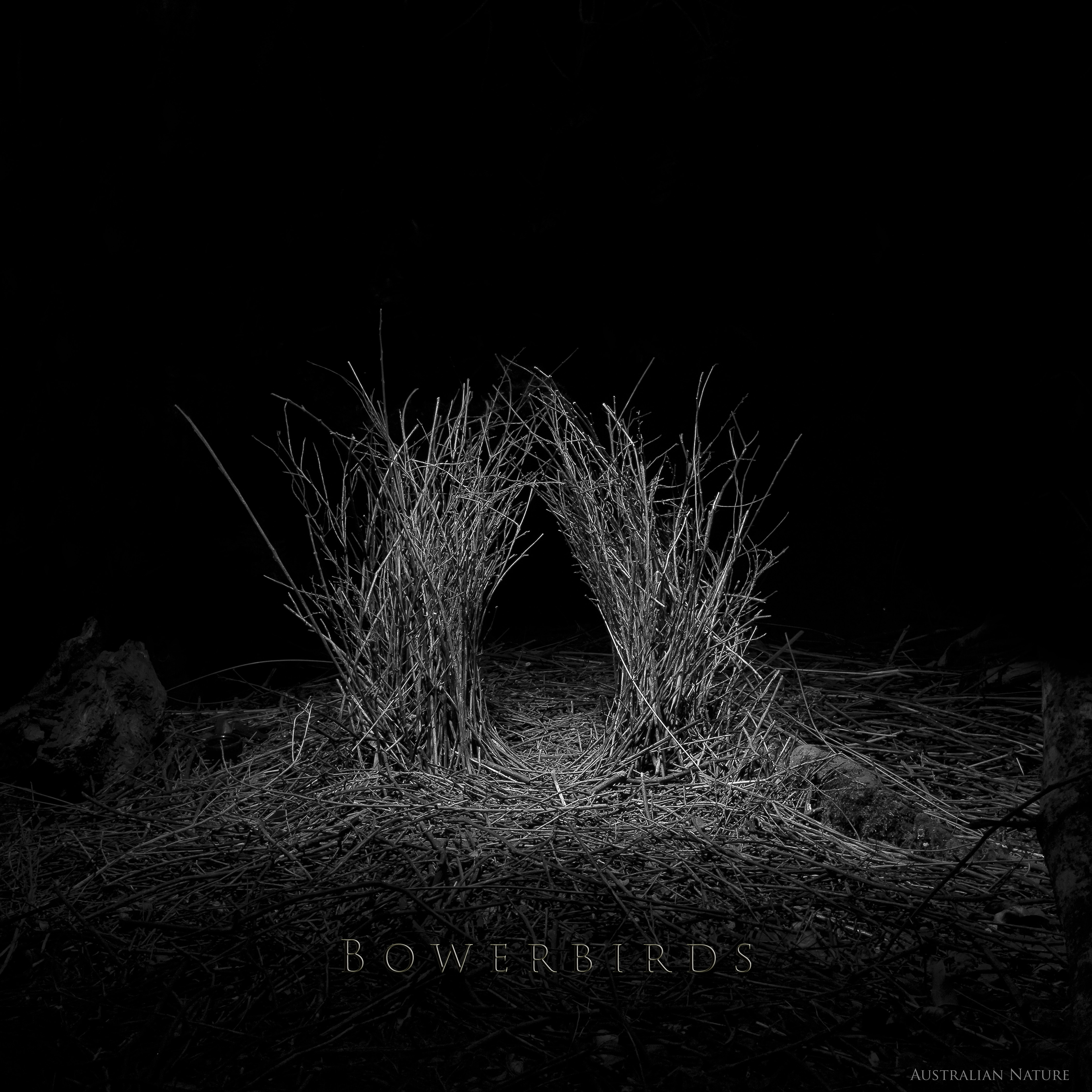
Caramanchão do pássaro-cetim após o pôr do sol

Os pássaros-jardineiro têm a expectativa de vida mais longa de todas as famílias de passeriformes com estudos significativos de bandas. As duas espécies mais estudadas, o Ailuroedus crassirostris e o pássaro-cetim, têm expectativa de vida de cerca de oito a dez anos.

### Cortejo e reprodução
A característica mais notável dos pássaros-jardineiro é o seu comportamento de corte e acasalamento extraordinariamente complexo, onde os machos constroem um caramanchão para atrair parceiros. Existem dois tipos principais de caramanchões. As aves dos Gênero s Prionodura, Amblyornis, Scenopoeetes e Archiboldia constroem os chamados caramanchões de mastro, que são construídos colocando gravetos em volta de uma muda; nas duas primeiras espécies, esses caramanchões têm um telhado em forma de cabana. As aves Chlamydera, Sericulus e Ptilonorhynchus constroem um caramanchão tipo avenida feito de duas paredes de gravetos colocados verticalmente. Os pássaros-gato Ailuroedus são as únicas espécies que não constroem caramanchões ou campos de exibição.
Dentro e ao redor do caramanchão, o macho coloca uma variedade de objetos de cores vivas que coletou. Esses objetos - geralmente diferentes entre cada espécie - podem incluir centenas de conchas, folhas, flores, penas, pedras, bagas e até mesmo itens de plástico descartados, moedas, pregos, cartuchos de rifle ou pedaços de vidro. Os machos passam horas organizando essa coleta. Os caramanchões dentro de uma espécie compartilham uma forma geral, mas mostram uma variação significativa, e a coleção de objetos reflete os preconceitos dos machos de cada espécie e sua capacidade de adquirir itens do habitat, muitas vezes roubando-os dos caramanchões vizinhos. Vários estudos de diferentes espécies mostraram que as cores das decorações que os machos usam em seus caramanchões correspondem às preferências das fêmeas.

Além da construção e ornamentação do caramanchão, os pássaros machos realizam exibições envolventes de cortejo para atrair a fêmea. A pesquisa sugere que o homem ajusta seu desempenho com base no sucesso e na resposta feminina.

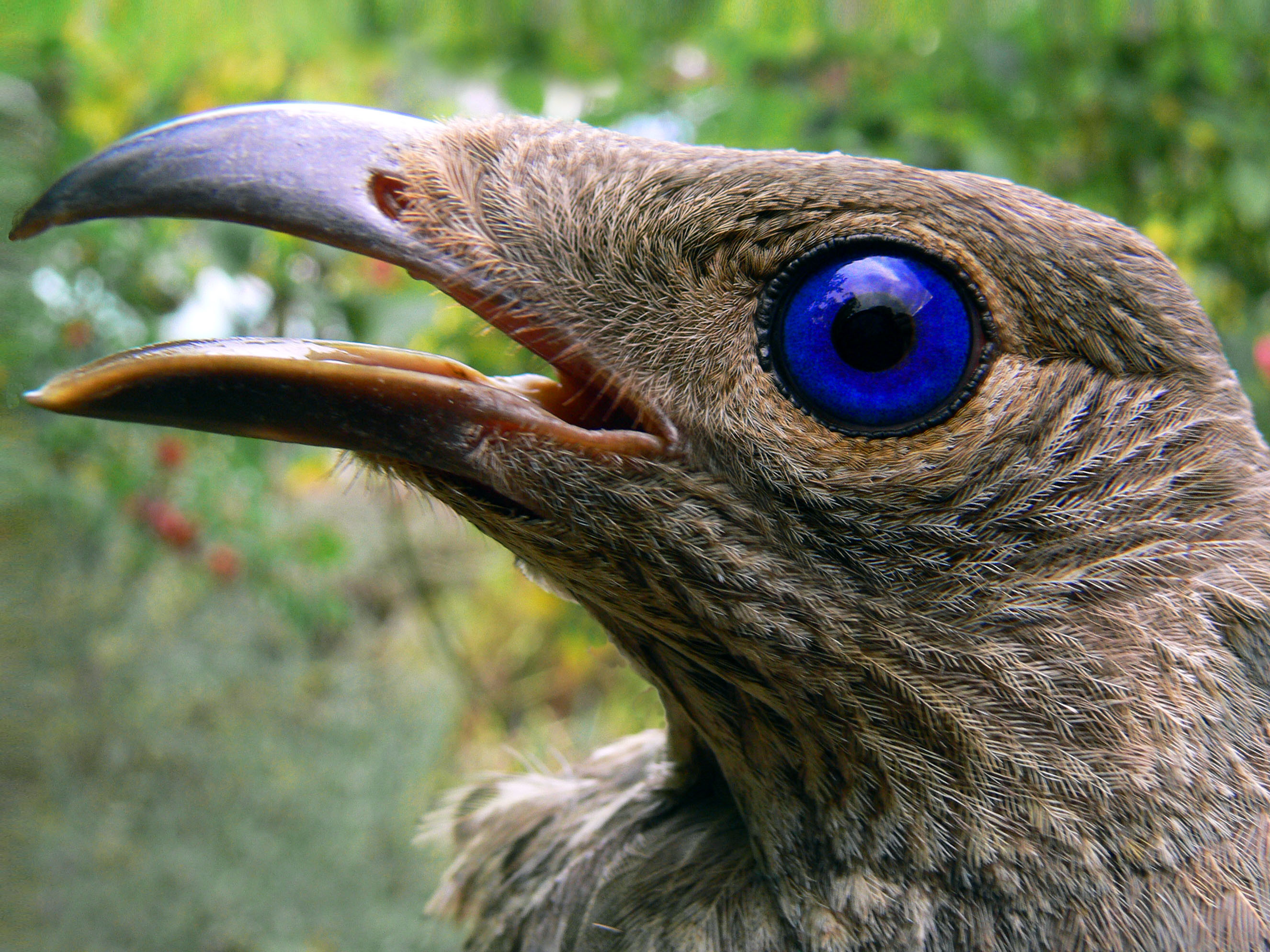
Pássaro-cetim fêmea

As fêmeas que procuram parceiros costumam visitar vários caramanchões, muitas vezes retornando aos caramanchões preferidos várias vezes, e observando as elaboradas exibições de cortejo dos machos e inspecionando a qualidade do caramanchão. Por meio desse processo, a fêmea reduz o conjunto de parceiros em potencial. Muitas fêmeas acabam selecionando o mesmo macho, e muitos machos de baixo desempenho ficam sem cópulas. As fêmeas acasaladas com os machos de alto desempenho tendem a retornar ao macho no ano seguinte e procurar menos.

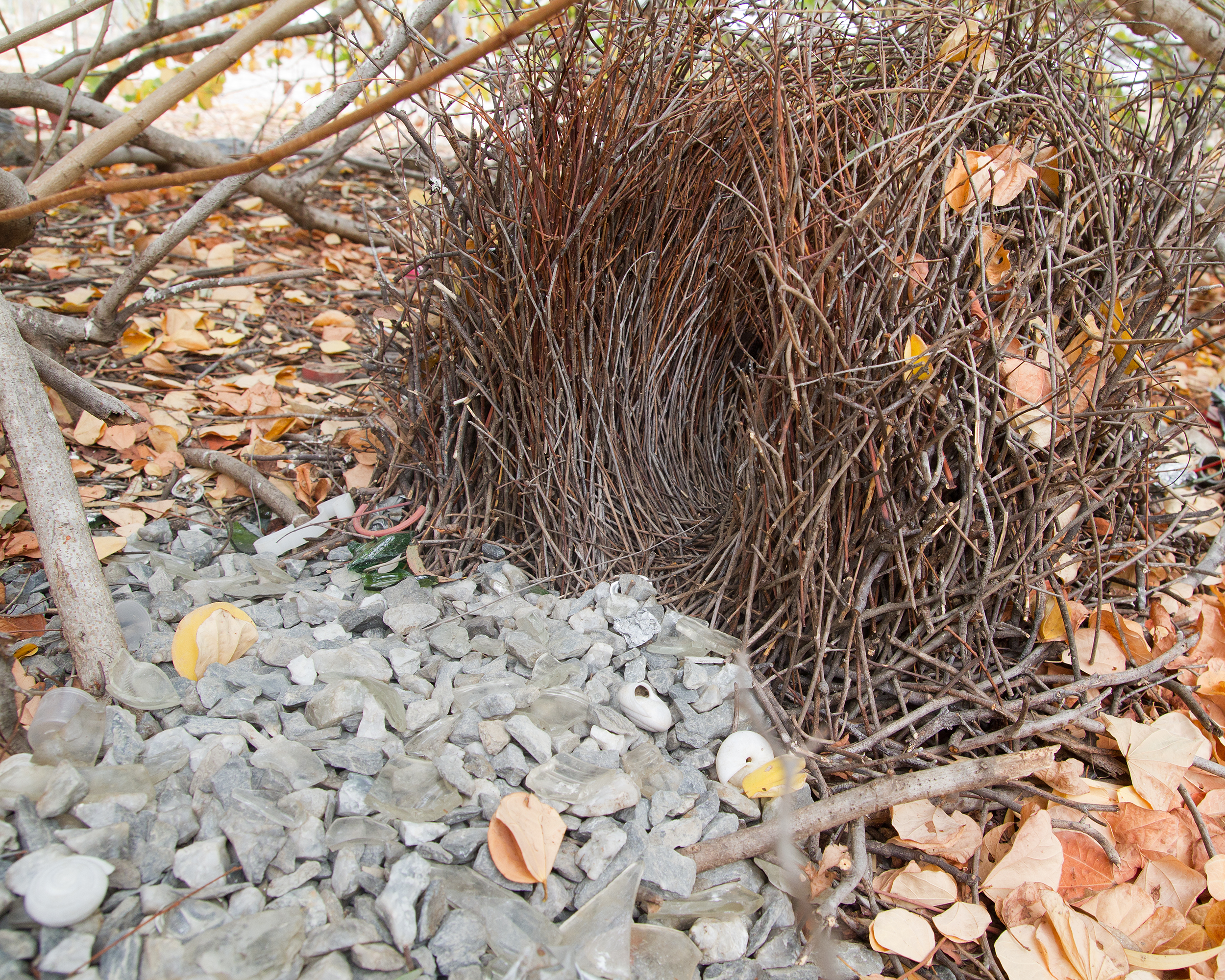
Caramanchão de um grande pássaro-jardineiro

Foi sugerido que existe uma relação inversa entre a complexidade do caramanchão e o brilho da plumagem. Pode haver uma "transferência" evolutiva da ornamentação em algumas espécies, de sua plumagem para seus caramanchões, a fim de reduzir a visibilidade do macho e, portanto, sua vulnerabilidade à predação. Essa hipótese não é bem suportada porque espécies com tipos de caramanchões muito diferentes têm plumagem semelhante. Outros sugeriram que o caramanchão funcionou inicialmente como um dispositivo que beneficia as fêmeas, protegendo-as de cópulas forçadas e, assim, dando-lhes uma oportunidade maior de escolher os machos e beneficia os machos ao aumentar a disposição feminina de visitar o caramanchão.
Estudos recentes com fêmeas robôs mostraram que os machos reagem aos sinais femininos de desconforto durante o cortejo, reduzindo a intensidade do cortejo potencialmente ameaçador. As mulheres jovens tendem a ser mais facilmente ameaçadas por um cortejo masculino intenso, e essas mulheres tendem a escolher os machos com base em características que não dependem da intensidade do cortejo.
O alto grau de esforço direcionado à escolha do parceiro pelas fêmeas e as grandes distorções no sucesso do acasalamento dirigido aos machos com exibições de qualidade sugere que as fêmeas obtêm benefícios importantes da escolha do parceiro. Uma vez que os machos não desempenham nenhum papel no cuidado parental e não dão nada às fêmeas exceto esperma, sugere-se que as fêmeas ganham benefícios genéticos com a escolha do parceiro. No entanto, isso não foi estabelecido, em parte devido à dificuldade de acompanhar o desempenho da prole, uma vez que os machos levam sete anos para atingir a maturidade sexual. Uma hipótese para a causa evolutiva da exibição da construção de caramanchões é a hipótese do "pássaro brilhante" de Hamilton e Zuk, que afirma que os ornamentos sexuais são indicadores de saúde geral e resistência a doenças hereditárias.
Este comportamento complexo de acasalamento, com seus tipos e cores de decoração altamente valorizados, levou alguns pesquisadores considerar os pássaros-jardineiro como uma das espécies de ave mais complexas do ponto de vista comportamental. Também fornece algumas das evidências mais convincentes de que o fenótipo estendido de uma espécie pode desempenhar um papel na seleção sexual e, de fato, agir como um mecanismo poderoso para moldar sua evolução, como parece ser o caso dos humanos. Inspirado por seus rituais de cortejo aparentemente extremos, Charles Darwin discutiu os pássaros-jardineiro e as aves-do-paraíso em seus escritos.
Além disso, muitas espécies são excelentes mímicas vocais. O Amblyornis macgregoriae, por exemplo, foi observado imitando porcos, cachoeiras e conversas humanas. Pássaros-de-cetim comumente imitam outras espécies locais como parte de sua exibição de corte.
Pássaro-jardineiros também foram observados criando ilusões de óptica em seus caramanchões para atrair parceiros. Eles organizam os objetos na área da quadra do caramanchão do menor para o maior, criando uma perspectiva forçada que prende a atenção da mulher por mais tempo. Os machos com objetos organizados de uma forma que tenham uma forte ilusão de ótica provavelmente terão maior sucesso no acasalamento.